# Jonas Auer
Jonas Antonius Auer (Ruprechtshofen, 5 agosto 2000) è un calciatore austriaco, centrocampista del Rapid Vienna.

## Carriera

### Club
Cresciuto nel settore giovanile del St. Pölten, nel 2018 viene acquistato dallo Slavia Praga che lo presta contestualmente al Viktoria Žižkov; gioca il suo primo incontro il 16 settembre in occasione del match di seconda divisione pareggiato 4-4 contro il Pardubice.
Nel 2021 si è trasferito al Rapid Vienna, club della prima divisione austriaca.

### Nazionale
Ha giocato nelle nazionali giovanili austriache Under-17, Under-18, Under-19, Under-20 ed Under-21.

## Statistiche
Statistiche aggiornate al 9 dicembre 2021.

### Presenze e reti nei club
| Stagione        | Squadra         | Campionato      | Campionato | Campionato | Coppe nazionali | Coppe nazionali | Coppe nazionali | Coppe continentali | Coppe continentali | Coppe continentali | Altre coppe | Altre coppe | Altre coppe | Totale | Totale | Totale |
| Stagione        | Squadra         | Comp            | Pres       | Reti       | Comp            | Pres            | Reti            | Comp               | Pres               | Reti               | Comp        | Pres        | Reti        | Pres   | Reti   |        |
| --------------- | --------------- | --------------- | ---------- | ---------- | --------------- | --------------- | --------------- | ------------------ | ------------------ | ------------------ | ----------- | ----------- | ----------- | ------ | ------ | ------ |
| 2018-2019       | Viktoria Žižkov | FNL             | 14         | 1          | CRC             | 0               | 0               |                    | -                  | -                  |             | -           | -           | 14     | 1      |        |
| 2019-2020       | Mladá Boleslav  | 1L              | 6          | 0          | CRC             | 2               | 0               | UEL                | 2                  | 0                  |             | -           | -           | 10     | 0      |        |
| 2020-2021       | Viktoria Žižkov | FNL             | 20         | 0          | CRC             | 1               | 0               |                    | -                  | -                  |             | -           | -           | 21     | 0      |        |
| 2021-2022       | Rapid Vienna    | BL              | 9          | 0          | CA              | 2               | 0               | UCL+UEL            | 14                 | 0                  |             | -           | -           | 16     | 0      |        |
| Totale carriera | Totale carriera | Totale carriera | 49         | 1          |                 | 5               | 0               |                    | 7                  | 0                  |             | -           | -           | 61     | 1      |        |